# Viktor Šklovskij
Viktor Borisovič Šklovskij (rusky Виктор Борисович Шкловский; 24. leden 1893, Petrohrad – 6. prosinec 1984, Moskva[zdroj?]) byl sovětský spisovatel, filmový scenárista a literární a filmový teoretik, představitel ruského formalismu.

## Život
Narodil se v Petrohradě. Jeho otec byl Žid, jeho matka měla z části německý, z části ruský původ. Roku 1916 patřil k zakladatelům petrohradské Společnosti pro studium básnického jazyka (Общество изучения Поэтического Языка) známé pod zkratkou OPOJAZ. Spolu s Moskevským lingvistickým kroužkem se OPOJAZ stal jedním ze dvou základních pilířů ruského formalismu.[zdroj?]
Šklovskij se podílel na Únorové revoluci roku 1917.[zdroj?] Ruská Prozatímní vláda ho vyslala jako pomocníka komisaře na jihozápadní frontu, kde byl raněn a dostal vyznamenání za statečnost.[zdroj?] Poté byl pomocníkem komisaře ruského expedičního sboru v Persii. Do Petrohradu se vrátil na počátku roku 1918, již po Říjnové revoluci. Bolševický převrat nepřijal a zúčastnil se i protibolševického spiknutí organizovaného členy Socialistické revoluční strany.[zdroj?] Spiknutí však bylo odhaleno tajnou policií Čeka. Šklovskému se podařilo uniknout zatčení, skrýval se, cestoval v utajení po Rusku a Ukrajině. Nakonec však byl omilostněn, v čemž sehrálo zásadní úlohu jeho přátelství s Maximem Gorkým. Šklovskij pak uzavřel jakýsi kompromis s novým režimem[zdroj?] a vstoupil načas i do Rudé armády.
Roku 1922 však bylo obnoveno vyšetřování jeho minulé politické činnosti, načež se začal znovu skrývat a v roce 1923 uprchl přes Finsko do Německa. V Berlíně pak vydal knihu Сентиментальное путешествие (Sentimentální cesta, v Československu ve 30. letech vyšlo jako Zápisky revolučního komisaře), kde popisuje své zkušenosti z let 1917-1922. Toto dílo dnes patří k jeho nejoceňovanějším. Název knihy odkazoval na dílo Laurence Sternea, jehož Šklovskij velmi obdivoval a jehož styl v mnohém napodobil.[zdroj?]
Ve stejném roce vydal i další knihu Zoo, или Письма не о любви (Zoo: dopisy nikoli o lásce), v jejímž závěru napsal smířlivý apel vůči sovětským orgánům a zároveň oficiálně požádal o přehodnocení svého případu. Záhy mu byl skutečně umožněn návrat do Sovětského Ruska a neměl napříště s režimem zásadnější střety, přestože jeho rodina obětí represí byla – jeho dva bratři byli popraveni (jeden v roce 1918, druhý v roce 1937) a jeho sestra zemřela hladem v Petrohradě v roce 1919.[zdroj?]

## Dílo
Napsal řadu vlivných biografií – Laurence Sternea, Maxima Gorkého, Lva Tolstého či Vladimíra Majakovského. Ceněny jsou i jeho teoretické práce o filmu, například o díle režiséra Sergeje Ejzenštejna, který byl i jeho blízkým přítelem.
V literární teorii je uznáván jeho koncept "defamiliarizace". Ta je podle Šklovského základním cílem každého uměleckého díla. Věci v běžné realitě mají dle Šklovského tendenci se "familiarizovat", stávat se "obyčejnými", tedy nevnímanými, jen otupěle registrovanými. Cílem uměleckého díla je dle Šklovského tuto slupku strhnout, přinutit příjemce znovu věci vnímat, cítit jako nečekané a nové. Zvolená forma, jíž se toho má docílit, stejně jako výběr úseku reality, jenž má být defamiliarizován, jsou přitom lhostejné. Tuto koncepci Šklovskij představil především ve slavném eseji Umění jako metoda, který se stal součástí jeho knihy Teorie prózy. Jeho pojetí silně ovlivnilo zejména Michaila Bachtina.
Šklovskij napsal i řadu próz, v nichž testoval svou literární teorii, ale i mnoho scénářů k filmům.

### České překlady
- Zápisky revolučního komisaře: vzpomínky z let 1917-1922, Praha, Orbis 1932.
  - zpracováno v Českém rozhlasu v roce 2013 jako dvanáctidílná četba na pokračování pod názvem Sentimentální cesta. Zápisky revolučního komisaře. Přeložil Petr Šimák, rozhlasová úprava Eva Willigová, četl Ivan Řezáč, režii měl Ivan Chrz.[2]
- Teorie prózy, Praha, Melantrich 1933.
- Vyzvědač Marco Polo, Praha, Státní nakladatelství 1936.
- Jak dělat prózu a verše: technika spisovatelského řemesla, Praha, Orbis 1940.
- Dimitrij Šostakovič, Praha, Mladá fronta 1945.
- Poznámky o próze ruských klasiků, Praha, Československý spisovatel 1958.
- Zoo: dopisy nikoli o lásce, Praha, SNKL 1965.
- Vzpomínky na vzpomínky, Praha, Československý spisovatel 1972.
- Návrat Odysseův, Praha, Lidové nakladatelství 1974.
- Próza: Úvahy a rozbory, Praha, Odeon 1978.
- Malíř a car: Život malíře Fedotova, Praha, Vyšehrad 1980.
- Ejzenštejn, Praha, Odeon 1983.
- Nekonečné záhady, Praha, Československý filmový ústav 1990.
- Studie I., Brno, Host 2007.
- ZOO aneb dopisy nikoli o lásce. Třetí fabrika, Podlesí a Praha, Dauphin 2019.

### Slovenské překlady
- Lev Tolstoj, Bratislava, Tatran 1973.